# Laurent Nkunda
Laurent Nkunda, de son vrai nom Laurent Nkundabatware Mihigo, né le 6 février 1967 à Mirangi dans le territoire du Rutshuru, est un militaire congolais, officier de l'armée régulière appartenant à l'ethnie tutsi. Il entre dans les années 2000, en rébellion ouverte contre les autorités politiques et militaires de la république démocratique du Congo (RDC).

## Biographie
Laurent Nkunda est né le 6 février 1967 à Mirangi dans le territoire du Rutshuru, dans l'est du Nord-Kivu en république démocratique du Congo,. Fils d’agriculteurs tutsis venus du Rwanda au XIXe siècle, il a fait, vers la fin des années 1980, des études de psychologie à l'université de Kisangani,,. Il devient pasteur d'une église pentecôtiste au Kivu.

### 1994-2002
Durant le génocide des Tutsis en 1994, Nkunda est formé au Rwanda dans le camp militaire de Gabiro par le Front patriotique rwandais (FPR), ex-rébellion rwandaise dirigée par le général Paul Kagame, aujourd’hui président du Rwanda, et James Kabarebe, chef de l'armée rwandaise,. De retour au Congo, il intègre, vers la fin de 1997, une brigade de renseignement de l'armée régulière congolaise. Plus tard, il devient officier dans les rangs du groupe rebelle RCD-Goma, soutenu par le Rwanda et engagé dans les conflits armés en cours dans l'est du pays.
Durant la deuxième guerre du Congo, il est impliqué dans les massacres commis par le RCD-Goma à Kisangani, en mai 2002. Intervenant pour mettre fin à une mutinerie dans la principale ville de la province orientale, il supervise et participe à l'exécution sommaire de dizaines de personnes.

### 2003-2006: gouvernement de transition

#### Refus du poste de général
En 2003 Laurent Nkunda, alors officier au sein des forces armées du RCD-Goma, est nommé général de brigade par décret présidentiel dans le cadre du commandement de l’armée unifiée,, sous l'impulsion . En août 2003, Il refuse de se rendre à Kinshasa pour participer à l'installation de l'état-major général unifié, il est déféré devant la cour suprême militaire sous les motifs d'indiscipline et de refus d'ordre, mais reste à Goma. Laurent Nkunda justifie sa défection en invoquant la nécessité de protéger la population Tutsi congolaise. Selon certaines sources, son refus de se rendre à Kinshasa pourrait être lié au fait qu’il craigne d’être arrêté pour crime de guerre en raison de son implication dans les massacre survenus à Kisangani en mai 2002,,.

#### Actions militaires et politiques
Laurent Nkunda est responsable de nombreuses actions militaro-politiques après l'instauration en 2003 du Gouvernement de transition :
- attaque de Bukavu, avec le colonel Jules Mutebutsi, en juin 2004[18] ;
- appel à la désertion aux soldats appartenant à l’ancien RCD-Goma intégré dans l’armée nationale au Nord-Kivu en août 2005 ;
- attaques de plusieurs villes dans le  territoire de Rutshuru, dans la province du Nord-Kivu, en janvier 2006.

#### Mandat d'arrêt et sanction
En septembre 2005, un mandat d'arrêt international est lancé contre Nkunda par les autorités congolaises, Il est accusé d'être responsable de nombreux crimes de guerre et crimes contre l'humanité (massacres, actes de torture, viols), et le 1er novembre 2005, il est placé sur la liste des individus et entités visés par l’interdiction de voyager ou par le gel des avoirs par le Conseil de sécurité des Nations unies, pour violation de l'embargo sur les armes lors de la prise de Bukavu,.

### 2006: Élections
Nkunda tente de déstabiliser l'est de la RDC lors de l'élection présidentielle congolaise de juillet 2006 et à la fin de l'année, à l'annonce des résultats de l'élection, qui n'apportaient guère de gains politiques pour les Tutsis du Congo, il met sur pied le Congrès national pour la défense du peuple (CNDP) : en fait, comme le signale l'historien David Van Reybrouck,  ce n'était pas un « congrès », mais une milice, et ce n'était pas un mouvement national mais régional.
Le 25 novembre 2006, les troupes de Nkunda s'emparent de Sake, à 30 km de Goma, et jouit alors de l'appui du Rwanda, en opposition aux Forces démocratiques de libération du Rwanda (FDLR) qui regroupent des réfugiés Hutu de la région que l'on suppose être appuyés par Kinshasa. Les deux camps comptent chacun moins de 10 000 soldats.
En décembre 2006, le Burundi l'accuse, ainsi que James Kabarebe, chef d’Etat-major général de l’armée rwandaise et Salim Saleh, ministre d’Etat des finances de l’Ouganda, d'avoir fomenté une tentative de coup d’État au Burundi en décembre 2006.

### 2007
Début janvier 2007, Nkunda accuse, par le biais du journaliste Serge Farnel, le chef d’état-major de la MONUC, de soutenir les FDLR (ex-génocidaires rwandais) puisqu'il refuse de les désarmer.
Le 18 janvier 2007, il annonce que ses hommes ont commencé à rejoindre les rangs des forces armées de la république démocratique du Congo à la suite de négociations menées à Kigali, au Rwanda. Néanmoins, la première moitié de 2007 se caractérise par de nombreux combats à l'est,,, forçant des dizaines de milliers de civils à prendre la fuite. Laurent Nkunda accepte finalement de mixer ses troupes avec les troupes gouvernementales,,.
Les accusations d’occupation de l’est de la RDC,,, de pillages de ses ressources, et de tentative de déstabilisation du gouvernement de la république démocratique du Congo s’amplifient de plus en plus durant la première moitié de 2007,.
La tension monte encore d’un cran en mai 2007 lorsque Nkunda menace de retirer ses soldats des rangs de l'armée nationale, lorsque la MONUC dénonce publiquement la présence de troupes rwandaises et ougandaises en RDC,,, lorsque des dissensions apparaissent entre Joseph Kabila et son état-major et lorsque Louise Arbour, Haut commissaire des Nations unies aux droits de l’homme, préconise un inventaire des crimes graves commis de 1993 à 2003 en RDC.
Début décembre 2007, une très importante offensive gouvernementale encadrée par la MONUC est lancée contre Nkunda à Mushake et contre son fief,,,. Elle se solde en une dizaine de jours par une sévère déroute et des milliers de morts dans les rangs des troupes gouvernementales,. La MONUC a été accusée d'avoir fait défaut aux troupes gouvernementales,.
Le colonel indien Chand Saroha a commandé pendant la période sensible fin 2007-début 2008 l'unité des casques bleus déployée à Sake, verrou stratégique situé à 30 km de la capitale provinciale Goma. Sake était défendue par les Casques bleus et marquait la frontière entre les positions du  congrès national pour la défense du peuple (CNDP) de Nkunda et celles de l'armée régulière congolaise, à laquelle l'ONU apportait un appui logistique.

### 2008
En janvier 2008, l'abbé Malu Malu, qui avait présidé la Commission électorale de 2006, parvient à convaincre les milices de signer un armistice, mais cette entente ne tient pas.
En juin 2008, les accusations contre Nkunda de recrutement d'enfants-soldats reprennent.
L'ONU ouvre le 10 juillet 2008 une enquête sur les déclarations de mi-avril 2008 du colonel indien Chand Saroha (ex-commandant au Nord-Kivu) tenus peu avant son retour en Inde lors d'une cérémonie d'adieu en présence de Nkunda et de son état-major ,,, durant laquelle il qualifie Nkunda de « frère » qui « combat pour une noble cause » et qui est « prêt au sacrifice » à l'instar des « vrais révolutionnaires ». Saroha a décoré Laurent Nkunda d'une « médaille d'honneur ». En réponse, Nkunda le remercie pour son amitié et son soutien, déclarant même : « Tu nous as énormément aidés ». Or, en décembre 2007, le colonel Saroha était présent au quartier général de campagne de l'armée congolaise, près de Sake. L'armée venait de lancer une offensive contre le CNDP qui s'était soldée par un cuisant échec au bout d'une semaine d'intenses combats. Saroha est accusé de ne pas avoir appuyé comme convenu l'offensive gouvernementale et d'avoir livré des informations à Nkunda[réf. nécessaire]. La Monuc a qualifié la démarche de son officier d'« inacceptable » et de « contraire au mandat de l'ONU », tout en soulignant qu'elle a « été menée totalement à l'insu de son commandement ». Cette affaire a relancé une enquête déjà ouverte par le BSCI de l'ONU au Nord-Kivu. Dans un rapport confidentiel de février 2008, le BSCI fait état d'allégations « très sérieuses » selon lesquelles « des membres du bataillon indien (de la Monuc) fournissaient de la nourriture, des munitions et de l'information au général Laurent Nkunda ».
Le 26 août 2008, Laurent Nkunda lance une nouvelle offensive qui lui permet d'agrandir la zone qu'il contrôle dans le Nord-Kivu et d'amener ses troupes à quelques kilomètres de Goma à fin octobre. L'armée congolaise ayant abandonné la ville, la Monuc n'a pas pu lancer de contre-offensive : son mandat est d'appuyer les autorités officielles congolaises dans leurs efforts pour rétablir leur contrôle sur le territoire national, mais pas de contrer une opération rebelle en soi. Nkunda a cependant renoncé à prendre la ville et a déclaré le 29 octobre un cessez-le-feu unilatéral puis demandé l'ouverture de négociations à Kinshasa.
En octobre 2008, Nkunda a expliqué, dans un entretien en anglais avec RFI qu'une prise de la ville de Goma (Nord-Kivu) n'était pas un objectif et qu'il cherchait à entrer en pourparlers avec Kinshasa.

#### Nkunda, gendarme des puissants groupes opposés à l’entrée de la Chine au Congo
Selon certains observateurs, l'offensive de Laurent Nkunda coïncide avec la signature entre le Congo et la Chine de contrats d'exploitation de minerais.
Le Forum International pour la Vérité et la Justice dans l’Afrique des Grands Lacs a dénoncé, en novembre 2008, le fait que les milices du général rebelle congolais Laurent Nkunda agissent comme les « gendarmes » au service de grands intérêts internationaux qui, à partir du Rwanda, s’opposent à l’entrée de la Chine en république démocratique du Congo (RDC) pour l’exploitation des ressources minières de ce pays africain.
D’après les déclarations de Joan Carrero, depuis que le gouvernement de Kinshasa « a signé un contrat d’un montant de 9 milliards de dollars avec la Chine », il a été confronté « à des niveaux insupportables de chantage ». Il a également déclaré que « Nkunda a déjà prévenu qu’il ne s’arrêtera pas tant que Kabila ne négociera pas et ne dénoncera pas ses contrats avec la Chine ».

### 2009
Le président du Rwanda, inquiet de voir terni son crédit international par un rapport de l'ONU détaillant son soutien pour le CNDP, appuie les forces de Kinshasa pour défaire les troupes de Nkunda.
Le 23 janvier 2009, l'inspecteur général de la police de la république démocratique du Congo annonce l'arrestation de Laurent Nkunda la veille au Rwanda ; le général déchu avait franchi la frontière alors qu'une opération conjointe des forces congolaises et rwandaises reprenait le territoire conquis par le CNDP avant qu'une faction anti-Nkunda ne décide de se rallier au gouvernement de Kinshasa. Laurent Nkunda avait en effet été démis de ses fonctions par un de ses subalternes le 5 janvier, ce qui avait entraîné une scission du CNDP.
L'opération conjointe des forces congolaises et rwandaises est connue sous le nom de Umoja wetu durant le premier semestre 2009. Elle est suivie par les opérations Kimia II (2009) et Amani Leo (2010) menées contre le FDLR. En 2010, le FDLR ne comptait plus que 6 000 hommes, restant de la masse de 1,5 million de réfugiés de 1994.